# Egide Walschaerts

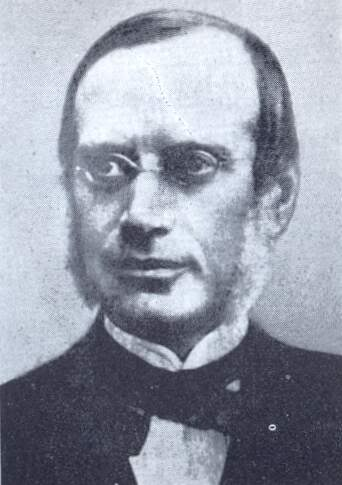
Egide Walschaerts 1820 - 1901

Egide Walschaerts (Mechelen 21 januari 1820 - 1901) was een Belgisch ingenieur. 
Egide Walschaerts studeerde te Luik. In 1842 ging hij aan het werk bij de Belgische Spoorwegen. In 1844 vond hij de Walschaertsstoomverdeling uit die gebruikt zou worden in het aandrijfmechanisme van de stoomschuif van de meeste stoomlocomotieven. Dit type overbrenging laat toe om de openingsduur van de inlaat- en uitlaatkleppen te regelen, waardoor het stoomverbruik geregeld wordt en daarmee een economischer gebruik. De voorloophefboom bewerkstelligt ook een soepeler gang van de locomotief. De stoominlaat opent iets voor het dode punt van de zuiger. Het werd ook mogelijk om een stoomtrein door middel van een mechaniek achteruit te laten rijden. 
Hij vond ook nog verschillende andere verbeteringen uit voor stoomtreinen. Zijn werk werd beloond met een gouden medaille op de Wereldtentoonstelling van 1878 te Parijs.
Onderstaande afbeelding illustreert de werking van de stoomverdeling naar Walschaert.

Door de hendel om te zetten rijdt de locomotief achteruit